# Liste der Länderspiele der uruguayischen Futsalnationalmannschaft
Diese Liste der Länderspiele der uruguayischen Futsalnationalmannschaft beinhaltet alle FIFA-Futsal-Länderspiele der Auswahl des Landes. Am 19. Oktober 1993 bestritt diese ihr erstes Länderspiel.

## 1993–2003
| Nr. | Datum      | Ergebnis | Gegner      | Austragungsort        | Anlass                                | Bemerkung                                              |
| --- | ---------- | -------- | ----------- | --------------------- | ------------------------------------- | ------------------------------------------------------ |
| 01  | 19.10.1993 | 0:6      | Spanien     | Alcorcón              | Freundschaftsspiel                    | Erstes Länderspiel, Erstes Länderspiel gegen Spanien   |
| 02  | 04.08.1995 | 3:6      | Brasilien   | São Paulo             | I.Taca América de Futsal              | Erstes Länderspiel gegen Brasilien                     |
| 03  | 05.08.1995 | ?        | Paraguay    | São Paulo             | I.Taca América de Futsal              | Erstes Länderspiel gegen Paraguay                      |
| 04  | 06.08.1995 | 3:5      | Argentinien | São Paulo             | I.Taca América de Futsal              | Erstes Länderspiel gegen Argentinien                   |
| 05  | 16.04.1996 | 3:2      | Chile       | Rio de Janeiro        | II.Taca América de Futsal             | Erster Länderspielsieg, Erstes Länderspiel gegen Chile |
| 06  | 18.04.1996 | 2:2      | Argentinien | Rio de Janeiro        | II.Taca América de Futsal             |                                                        |
| 07  | 19.04.1996 | 2:1      | Paraguay    | Rio de Janeiro        | II.Taca América de Futsal Halbfinale  |                                                        |
| 08  | 20.04.1996 | 1:8      | Brasilien   | Rio de Janeiro        | II.Taca América de Futsal Finale      |                                                        |
| 09  | 24.11.1996 | 1:0      | USA         | Segovia               | Futsal-Weltmeisterschaft 1996         | Erstes Länderspiel gegen die USA                       |
| 10  | 26.11.1996 | 4:1      | Malaysia    | Segovia               | Futsal-Weltmeisterschaft 1996         | Erstes Länderspiel gegen Malaysia                      |
| 11  | 28.11.1996 | 2:2      | Italien     | Segovia               | Futsal-Weltmeisterschaft 1996         | Erstes Länderspiel gegen Italien                       |
| 12  | 30.11.1996 | 2:5      | Brasilien   | Castéllon             | Futsal-Weltmeisterschaft 1996         |                                                        |
| 13  | 01.12.1996 | 5:4      | Niederlande | Castéllon             | Futsal-Weltmeisterschaft 1996         | Erstes Länderspiel gegen die Niederlande               |
| 14  | 03.12.1996 | 3:5      | Ukraine     | Castéllon             | Futsal-Weltmeisterschaft 1996         | Erstes Länderspiel gegen die Ukraine                   |
| 15  | 31.07.1997 | ?        | Paraguay    | Sao Leopoldo          | III.Taca América de Futsal            |                                                        |
| 16  | 01.08.1997 | 0:9      | Brasilien   | Sao Leopoldo          | III.Taca América de Futsal            |                                                        |
| 17  | 02.08.1997 | 2:7      | Argentinien | Sao Leopoldo          | III.Taca América de Futsal            |                                                        |
| 18  | 03.09.1998 | ?        | Paraguay    | Joinville             | IV.Taca América de Futsal             |                                                        |
| 19  | 04.09.1998 | 4:2      | Argentinien | Joinville             | IV.Taca América de Futsal             |                                                        |
| 20  | 05.09.1998 | 1:6      | Brasilien   | Joinville             | IV.Taca América de Futsal             |                                                        |
| 21  | 14.10.1999 | 0:12     | Brasilien   | Joinville             | V.Taca América de Futsal              |                                                        |
| 22  | 15.10.1999 | 0:3      | Argentinien | Joinville             | V.Taca América de Futsal              |                                                        |
| 23  | 16.10.1999 | 4:6      | Paraguay    | Joinville             | V.Taca América de Futsal              |                                                        |
| 24  | xx.10.1999 | 2:2      | Argentinien | Asunción              | Pan-American Futsal Championship      |                                                        |
| 25  | xx.10.1999 | ?        | Kolumbien   | Asunción              | Pan-American Futsal Championship      | Erstes Länderspiel gegen Kolumbien                     |
| 26  | xx.10.1999 | ?        | Venezuela   | Asunción              | Pan-American Futsal Championship      | Erstes Länderspiel gegen Venezuela                     |
| 27  | xx.10.1999 | ?        | Mexiko      | Asunción              | Pan-American Futsal Championship      | Erstes Länderspiel gegen Mexiko                        |
| 28  | 29.04.2000 | 12:1     | Chile       | Foz de Iguacu         | Futsal Copa America                   |                                                        |
| 29  | 02.05.2000 | 5:4      | Ecuador     | Foz de Iguacu         | Futsal Copa America                   | Erstes Länderspiel gegen Ecuador                       |
| 30  | 06.05.2000 | 1:2      | Argentinien | Foz de Iguacu         | Futsal Copa America, Halbfinale       |                                                        |
| 31  | 07.05.2000 | 4:2      | Bolivien    | Foz de Iguacu         | Futsal Copa America, Spiel um Platz 3 | Erstes Länderspiel gegen Bolivien                      |
| 32  | 03.09.2000 | 3:10     | Brasilien   | Fortaleza             | Freundschaftsspiel                    |                                                        |
| 33  | 20.11.2000 | 4:1      | Thailand    | Guatemala-Stadt       | Futsal-Weltmeisterschaft 2000         | Erstes Länderspiel gegen Thailand                      |
| 34  | 22.11.2000 | 1:3      | Niederlande | Guatemala-Stadt       | Futsal-Weltmeisterschaft 2000         |                                                        |
| 35  | 23.11.2000 | 2:4      | Ägypten     | Guatemala-Stadt       | Futsal-Weltmeisterschaft 2000         | Erstes Länderspiel gegen Ägypten                       |
| 36  | 25.09.2001 | 2:12     | Brasilien   | Joinville             | Copa Mundialito                       |                                                        |
| 37  | 26.09.2001 | 6:6      | Tschechien  | Joinville             | Copa Mundialito                       | Erstes Länderspiel gegen Tschechien                    |
| 38  | 06.08.2002 | 1:5      | Paraguay    | Asunción              | VII.ODESUR Games                      |                                                        |
| 39  | 07.08.2002 | 1:3      | Argentinien | Asunción              | VII.ODESUR Games                      |                                                        |
| 40  | 08.08.2002 | 6:4      | Ekuador     | Asunción              | VII.ODESUR Games                      |                                                        |
| 41  | 09.08.2002 | 6:6      | Bolivien    | Asunción              | VII.ODESUR Games                      |                                                        |
| 42  | 10.08.2002 | 1:5      | Brasilien   | Asunción              | VII.ODESUR Games                      |                                                        |
| 43  | 06.09.2002 | 0:9      | Brasilien   | Fortaleza             | 4-Nationen-Turnier                    |                                                        |
| 44  | 07.09.2002 | 3:3      | Spanien     | Fortaleza             | 4-Nationen-Turnier                    |                                                        |
| 45  | 08.09.2002 | 2:2      | Argentinien | Fortaleza             | 4-Nationen-Turnier                    |                                                        |
| 46  | 26.11.2002 | 1:3      | Italien     | Kairo                 | Futsal Pyramids Cup                   |                                                        |
| 47  | 28.11.2002 | 2:6      | Brasilien   | Kairo                 | Futsal Pyramids Cup                   |                                                        |
| 48  | 15.05.2003 | 3:0      | Mexiko      | San Bernardo do Campo | 3-Nationen-Turnier                    |                                                        |
| 49  | 17.05.2003 | 2:9      | Brasilien   | San Bernardo do Campo | 3-Nationen.Turnier                    |                                                        |
| 50  | 03.06.2003 | 5:3      | Malaysia    | Kuala Lumpur          | KL World 5’s Cup                      |                                                        |
| 51  | 04.06.2003 | 4:2      | Guatemala   | Kuala Lumpur          | KL World 5’s Cup                      | Erstes Länderspiel gegen Guatemala                     |
| 52  | 07.06.2003 | 0:8      | Brasilien   | Kuala Lumpur          | KL World 5’s Cup sf                   |                                                        |
| 53  | 29.07.2003 | 1:2      | Costa Rica  | Canelones             | Freundschaftsspiel                    | Erstes Länderspiel gegen Costa Rica                    |
| 54  | 02.08.2003 | 9:5      | Costa Rica  | Mercedes de Soriano   | Freundschaftsspiel                    |                                                        |
| 55  | 13.08.2003 | 0:3      | Argentinien | Buenos Aires          | Freundschaftsspiel                    |                                                        |
| 56  | 16.08.2003 | 0:0      | Argentinien | Buenos Aires          | Freundschaftsspiel                    |                                                        |
| 57  | 26.08.2003 | 4:1      | Peru        | Asunción              | Futsal Copa America Gruppe C          | Erstes Länderspiel gegen Peru                          |
| 58  | 27.08.2003 | 0:4      | Paraguay    | Asunción              | Futsal Copa America Gruppe C          |                                                        |
| 59  | 28.08.2003 | 8:1      | Chile       | Asunción              | Futsal Copa America Gruppe C          |                                                        |
| 60  | 30.08.2003 | 1:8      | Brasilien   | Asunción              | Futsal Copa America Final Runde       |                                                        |
| 61  | 31.08.2003 | 4:9      | Paraguay    | Asunción              | Futsal Copa America Final Runde       |                                                        |
| 62  | 01.09.2003 | 4:7      | Argentinien | Asunción              | Futsal Copa America Final Runde       |                                                        |

## 2005–2009
| Nr. | Datum      | Ergebnis | Gegner      | Austragungsort | Anlass                             | Bemerkung                                                                |
| --- | ---------- | -------- | ----------- | -------------- | ---------------------------------- | ------------------------------------------------------------------------ |
| 63  | 20.09.2005 | 0:0      | Venezuela   | Brusque        | Futsal Grand Prix 2005             |                                                                          |
| 64  | 21.09.2005 | 1:5      | Brasilien   | Brusque        | Futsal Grand Prix 2005             |                                                                          |
| 65  | 23.09.2005 | 0:3      | Kolumbien   | Brusque        | Futsal Grand Prix 2005 Halbfinale  |                                                                          |
| 66  | 24.09.2005 | 1:3      | Argentinien | Brusque        | Futsal Grand Prix 2005 3./4.       |                                                                          |
| 67  | 27.12.2005 | 3:4      | Argentinien | Buenos Aires   | Freundschaftsspiel                 |                                                                          |
| 68  | 28.12.2005 | 0:3      | Argentinien | Buenos Aires   | Freundschaftsspiel                 |                                                                          |
| 69  | 05.08.2006 | 1:2      | Argentinien | Montevideo     | Freundschaftsspiel                 |                                                                          |
| 70  | 06.08.2006 | 0:1      | Argentinien | Montevideo     | Freundschaftsspiel                 |                                                                          |
| 71  | 13.11.2006 | 2:3      | Bolivien    | Mar del Plata  | VIII.ODESUR Games                  |                                                                          |
| 72  | 15.11.2006 | 0:5      | Brasilien   | Mar del Plata  | VIII.ODESUR Games                  |                                                                          |
| 73  | 16.11.2006 | 4:0      | Venezuela   | Mar del Plata  | VIII.ODESUR Games                  |                                                                          |
| 74  | 17.11.2006 | 0:3      | Ecuador     | Mar del Plata  | VIII.ODESUR Games                  |                                                                          |
| 75  | 10.03.2007 | 0:9      | Brasilien   | ?              | Freundschaftsspiel                 |                                                                          |
| 76  | 12.03.2007 | 1:7      | Brasilien   | ?              | Freundschaftsspiel                 |                                                                          |
| 77  | 20.10.2007 | 3:2      | Angola      | Lages          | Futsal Grand Prix 2007             | Erstes Länderspiel gegen Angola                                          |
| 78  | 21.10.2007 | 2:4      | Ungarn      | Lages          | Futsal Grand Prix 2007             | Erstes Länderspiel gegen Ungarn                                          |
| 79  | 22.10.2007 | 3:3      | Niederlande | Lages          | Futsal Grand Prix 2007             |                                                                          |
| 80  | 24.10.2007 | 3:6      | Iran        | Jaraguá do Sul | Futsal Grand Prix 2007             | Erstes Länderspiel gegen den Iran                                        |
| 81  | 25.10.2007 | 1:4      | Belgien     | Jaraguá do Sul | Futsal Grand Prix 2007             | Erstes Länderspiel gegen Belgien                                         |
| 82  | 26.10.2007 | 5:2      | Ägypten     | Jaraguá do Sul | Futsal Grand Prix 2007             |                                                                          |
| 83  | 22.02.2008 | 0:6      | Spanien     | Burela         | Freundschaftsspiel                 |                                                                          |
| 84  | 31.05.2008 | 6:1      | Peru        | Fortaleza      | Futsal Grand Prix 2008             |                                                                          |
| 85  | 01.06.2008 | 0:3      | Tschechien  | Fortaleza      | Futsal Grand Prix 2008             |                                                                          |
| 86  | 02.06.2008 | 2:5      | Paraguay    | Fortaleza      | Futsal Grand Prix 2008             |                                                                          |
| 87  | 04.06.2008 | 3:2      | Kanada      | Fortaleza      | Futsal Grand Prix 2008             | Erstes Länderspiel gegen Kanada                                          |
| 88  | 05.06.2008 | 2:3      | Ägypten     | Fortaleza      | Futsal Grand Prix 2008             |                                                                          |
| 89  | 07.06.2008 | 3:3      | Mosambik    | Fortaleza      | Futsal Grand Prix 2008 11./12.     | Erstes Länderspiel gegen Mosambik, Uruguay siegt 4:2 im Elfmeterschießen |
| 90  | 17.06.2008 | 4:1      | Kolumbien   | Montevideo     | Freundschaftsspiel                 |                                                                          |
| 91  | 23.06.2008 | 6:2      | Chile       | Mercedes       | Futsal Copa America                |                                                                          |
| 92  | 24.06.2008 | 4:2      | Ecuador     | Mercedes       | Futsal Copa America                |                                                                          |
| 93  | 25.06.2008 | 1:8      | Brasilien   | Mercedes       | Futsal Copa America                |                                                                          |
| 94  | 27.06.2008 | 3:1      | Paraguay    | Mercedes       | Futsal Copa America Halbfinale     |                                                                          |
| 95  | 28.06.2008 | 2:6      | Brasilien   | Mercedes       | Futsal Copa America Finale         |                                                                          |
| 96  | 01.10.2008 | 3:3      | Libyen      | Rio de Janeiro | Futsal-Weltmeisterschaft 2008      |                                                                          |
| 97  | 03.10.2008 | 1:4      | Tschechien  | Rio de Janeiro | Futsal-Weltmeisterschaft 2008      |                                                                          |
| 98  | 07.10.2008 | 2:4      | Iran        | Rio de Janeiro | Futsal-Weltmeisterschaft 2008      |                                                                          |
| 99  | 09.10.2008 | 0:3      | Spanien     | Rio de Janeiro | Futsal-Weltmeisterschaft 2008      |                                                                          |
| 100 | 16.11.2008 | 2:3      | Brasilien   | Caxias do Sul  | Freundschaftsspiel                 |                                                                          |
| 101 | 17.11.2008 | 0:7      | Brasilien   | Porto Alegre   | Freundschaftsspiel                 |                                                                          |
| 102 | 28.06.2009 | 3:5      | Iran        | Goiânia        | Futsal Grand Prix 2009             |                                                                          |
| 103 | 29.06.2009 | 1:2      | Costa Rica  | Goiânia        | Futsal Grand Prix 2009             |                                                                          |
| 104 | 30.06.2009 | 1:2      | Rumänien    | Goiânia        | Futsal Grand Prix 2009             | Erstes Länderspiel gegen Rumänien                                        |
| 105 | 02.07.2009 | 3:7      | Venezuela   | Goiânia        | Futsal Grand Prix 2009 9.–16.      |                                                                          |
| 106 | 03.07.2009 | 5:3      | Angola      | Anápolis       | Futsal Grand Prix 2009 13.–16.     |                                                                          |
| 107 | 04.07.2009 | 6:3      | Mosambik    | Goiânia        | Futsal Grand Prix 2009 13./14.     |                                                                          |
| 108 | 07.10.2009 | 11:1     | Salomonen   | Tripoli        | Al-Fateh Confederations Futsal Cup | Erstes Länderspiel gegen die Salomonen                                   |
| 109 | 09.10.2009 | 2:4      | Iran        | Tripolis       | Al-Fateh Confederations Futsal Cup |                                                                          |
| 110 | 10.10.2009 | 3:2      | Libyen      | Tripolis       | Al-Fateh Confederations Futsal Cup | Erstes Länderspiel gegen Libyen                                          |
| 111 | 11.10.2009 | 3:4      | Guatemala   | Tripolis       | Al-Fateh Confederations Futsal Cup |                                                                          |

## Ab 2010
| Nr. | Datum      | Ergebnis | Gegner      | Austragungsort | Anlass                           | Bemerkung                      |
| --- | ---------- | -------- | ----------- | -------------- | -------------------------------- | ------------------------------ |
| 112 | 20.03.2010 | 3:3      | Ecuador     | Bello          | IX.ODEDUR Games                  |                                |
| 113 | 21.03.2010 | 10:3     | Bolivien    | Bello          | IX.ODESUR Games                  |                                |
| 114 | 22.03.2010 | 0:6      | Brasilien   | Bello          | IX.ODESUR Games                  |                                |
| 115 | 24.03.2010 | 7:3      | Argentinien | Bello          | IX.ODESUR Games sf               |                                |
| 116 | 26.03.2010 | 0:6      | Brasilien   | Bello          | IX.ODESUR Games Finale           |                                |
| 117 | 09.04.2011 | 0:4      | Brasilien   | Sao Carlos     | Freundschaftsspiel               |                                |
| 118 | 10.04.2011 | 2:9      | Brasilien   | Sao Carlos     | Freundschaftsspiel               |                                |
| 119 | 11.09.2011 | 0:1      | Paraguay    | Buenos Aires   | Futsal Copa America              |                                |
| 120 | 13.09.2011 | 2:2      | Kolumbien   | Buenos Aires   | Futsal Copa America              |                                |
| 121 | 14.09.2011 | 3:0      | Bolivien    | Buenos Aires   | Futsal Copa America              |                                |
| 122 | 15.09.2011 | 6:1      | Venezuela   | Buenos Aires   | Futsal Copa America              |                                |
| 123 | 16.10.2011 | 7:0      | USA         | Manaus         | Futsal Grand Prix 2011           |                                |
| 124 | 17.10.2011 | 2:2      | Belgien     | Manaus         | Futsal Grand Prix 2011           |                                |
| 125 | 18.10.2011 | 1:3      | Iran        | Manaus         | Futsal Grand Prix 2011           |                                |
| 126 | 20.10.2011 | 0:12     | Brasilien   | Manaus         | Futsal Grand Prix 2011 Qf        |                                |
| 127 | 21.10.2011 | 3:3      | Guatemala   | Manaus         | Futsal Grand Prix 2011 5.–8.     | Guatemala siegt 4:3 im Penalty |
| 128 | 22.10.2011 | 4:3      | Tschechien  | Manaus         | Futsal Grand Prix 2011 7./8.     |                                |
| 129 | 11.04.2012 | 3:2      | Chile       | Montevideo     | Freundschaftsspiel               |                                |
| 130 | 12.04.2012 | 4:1      | Chile       | Montevideo     | Freundschaftsspiel               |                                |
| 131 | 15.04.2012 | 2:1      | Venezuela   | Gramado        | CONMEBOL Futsal WM-Qualifikation |                                |
| 132 | 16.04.2012 | 1:3      | Kolumbien   | Gramado        | CONMEBOL Futsal WM-Qualifikation |                                |
| 133 | 17.04.2012 | 8:4      | Ecuador     | Gramado        | CONMEBOL Futsal WM-Qualifikation |                                |
| 134 | 19.04.2012 | 2:4      | Paraguay    | Gramado        | CONMEBOL Futsal WM-Qualifikation |                                |
| 135 | 22.04.2012 | 3:1      | Chile       | Gramado        | CONMEBOL Futsal WM-Qualifikation |                                |
| 136 | 05.10.2012 | 2:6      | Brasilien   | Ceilandia      | Brasilia 2012 Cup                |                                |
| 137 | 06.10.2012 | 2:3      | Argentinien | Ceilandia      | Brasilia 2012 Cup                |                                |
| 138 | 07.10.2012 | 4:3      | Chile       | Ceilandia      | Brasilia 2012 Cup                |                                |